# Куленкова, Мария Александровна
Мария Александровна Куленкова (в девичестве — Павлова) (род. 21 мая 1996 года, Набережные Челны) — российская легкоатлетка, специализирующаяся в легкоатлетическом многоборье. Чемпионка России 2019 года. Двукратная чемпионка России в помещении (2017, 2019). Победитель Кубка России 2019 года.

## Биография
Воспитанница МАУ «СШОР № 12» г. Казани. Участница чемпионатов мира среди юношей 2013 и среди юниоров 2014 годов, чемпионата Европы среди юниоров 2015 года. Многократная чемпионка России по многоборьям в юниорских и взрослом разрядах. Мастер спорта России по лёгкой атлетике. Тренируется под руководством Сергея Александровича Снесарева. Окончила ФГБОУ Набережночелнинский государственный педагогический университет. На соревнованиях представляет Татарстан и Приволжский федеральный округ. 
В 2017 и 2019 годах побеждала на чемпионатах России в помещении.
В 2019 году выиграла чемпионат и Кубок России по многоборьям. Принимала участие в Европейских играх в Минске.
В 2021 году была среди татарских спортсменов, выступивших в благодарственном ролике в поддержку президента республики Рустама Минниханова за его вклад в развитие спорта в регионе наряду с Юлией Сохацкой и Марией Урбэн.

## Основные результаты

### Международные
| Год  | Соревнования                   | Место проведения    | Дисциплина     | Место  | Результат  |
| ---- | ------------------------------ | ------------------- | -------------- | ------ | ---------- |
| 2013 | Чемпионат мира среди юношей    | Донецк, Украина     | семиборье      | 12     | 5335 очков |
| 2014 | Чемпионат мира среди юниоров   | Юджин, США          | семиборье      | 15     | 5370 очков |
| 2015 | Чемпионат Европы среди юниоров | Эскильстуна, Швеция | семиборье      | 5      | 5613 очков |
| 2019 | Европейские игры               | Минск, Белоруссия   | 100 м с/б      | 14     | 13,89      |
| 2019 | Европейские игры               | Минск, Белоруссия   | прыжок в длину | 6 (пф) | 6,07 м     |
| 2019 | Европейские игры               | Минск, Белоруссия   | метание копья  | 6 (пф) | 32,12 м    |

### Национальные
| Год  | Соревнования                 | Место проведения | Дисциплина     | Место | Результат  |
| ---- | ---------------------------- | ---------------- | -------------- | ----- | ---------- |
| 2016 | Чемпионат России             | Чебоксары        | семиборье      | 2     | 5604 очка  |
| 2017 | Чемпионат России в помещении | Смоленск         | пятиборье      | 1     | 4367 очков |
| 2017 | Чемпионат России             | Смоленск         | семиборье      | 2     | 5782 очка  |
| 2018 | Чемпионат России             | Смоленск         | семиборье      | 3     | 5692 очка  |
| 2019 | Чемпионат России в помещении | Киров            | пятиборье      | 1     | 4332 очка  |
| 2019 | Чемпионат России             | Смоленск         | семиборье      | 1     | 6114 очков |
| 2020 | Чемпионат России             | Челябинск        | семиборье      | 2     | 5374 очка  |
| 2021 | Чемпионат России в помещении | Смоленск         | пятиборье      | 2     | 4217 очков |
| 2021 | Чемпионат России             | Чебоксары        | прыжок в длину | 11    | 6,10 м     |